# Panzerchrist
Panzerchrist es una banda danesa de death metal formada entre 1993 y 1994 por Michael Enevoldsen (después de salir de Illdisposed) y Lasse Hoile.

## Historia
Panzerchrist grabó algunos demos, los cuales fueron lanzados por Serious Entertainment y poco después lanzaron el álbum Six Seconds Kill en 1996 y Outpost Fort Europa' en 1998, ambos con Serious Entertainment.
En el año 2000 se une a Panzerchrist el baterista Reno Killerich (ex-Exmortem, Vile, etc.) y el vocalista Bo Summer (de Illdisposed) para grabar Soul Collector, en el cual fueron muy notorias las líricas sobre la Segunda Guerra Mundial. Soul Collector fue lanzado a través de Mighty Music ese mismo año.
En el año 2002 se unieron a la banda Frederik O'Carroll y Rasmus Henriksen y en seguida comenzaron a trabajar en el álbum Room Service, en el cual muestra un sonido más rápido y brutal, incluyendo también un cover de Metal Church, su clásico homónimo "Metal Church." Room Service fue grabado con en "Antfarm Studios" de Tue Madsen, en donde han grabado sus materiales bandas como (The Haunted, Illdisposed, Mnemic, entre otras. El álbum fue publicado en el año 2003 por Mighty Music.
En el año 2006 volvieron a la banda el baterista Killerich y Karina Bundgaard, ahora en los teclados, para grabar el disco Battalion Beast el cual saldría a la venta a través de Neurotic Records en el 2006. En la primavera del 2008, el vocalista Bo Summer fue reemplazado por otro conocido simplemente como "Johnny". Como otro dato importante, quien solamente era una banda "de estudio", comenzó a planear su primera presentación en vivo.
Panzerchrist ha contado ha tenido en su alineación a lo largo de su carrera a miembros de bandas danesas y noruegas como Mercenary, Chainfist, Allfader y Illdisposed.
En el 2010 Panzerchrist lanzó su álbum "Regiment Ragnarok" a través de Listenable Records.

## Discografía
- Forever panzer demo 1995
- Six Seconds Kill (Serious, 1996)
- Outpost Fort Europa (Serious, 1998)
- Soul Collector (Mighty Music, 2000)
- Room Service (Mighty Music, 2003)
- Battalion Beast (Neurotic Records, 2006)
- Bello 2007 (Recopilatorio, Mighty Music, 2007)
- Himmelfahrtskommando (Recopilatorio, Mighty Music, 2008)
- Regiment Ragnarok (Listenable Records, 2011)[5]

## Integrantes

### Actuales
- Magnus Jørgensen - voz
- Lasse Bak - guitarra, teclado
- Rasmus Henriksen - guitarra
- Michael Enevoldsen - bajo
- Mads Lauridsen - batería

### Anteriores
- Lasse Hoile - voz
- Bo Summer - voz
- Finn Henriksen - guitarra
- Jes Christensen - guitarra
- Kim Jensen - guitarra
- Rasmus Normand - guitarra
- Michael Kopietz - guitarra
- Jakob Mølbjerg - guitarra
- Frederik O'Carroll - guitarra
- Nicolej Brink - bajo
- Karina Bundgaard - bajo, teclado
- Dea Lillelund - teclado
- Michael Pedersen - batería
- Bent Bisballe Nyeng - batería
- Reno Kiilerich - batería
- Lars Hald - batería
- Morten Løwe Sørensen - batería